# 小行星7866
小行星7866（英語：7866 Sicoli）是一颗围绕太阳公转的小行星。1982年10月13日，愛德華·鮑威爾在可可尼诺县发现了此天体。
这颗小行星的绝对星等为252.95501等。